# Nanbudo
 (septembre 2022).
 (février 2024).

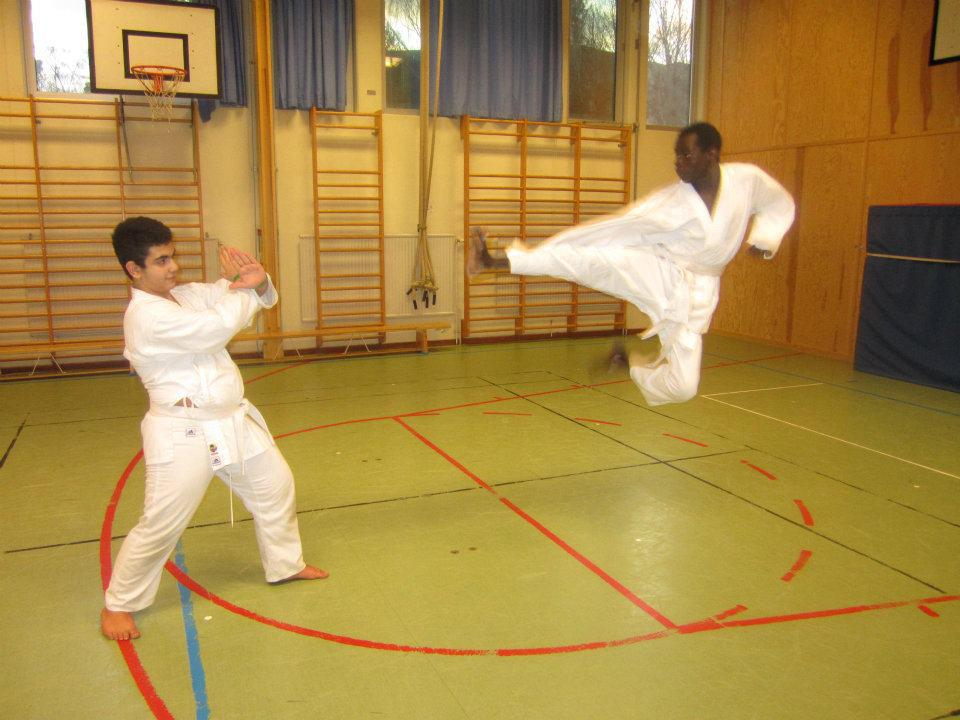
Nanbudo.

Le nanbudo est un art martial (dérivé du Karaté) créé en 1978 par Maître Yoshinao Nanbu (1943-2020), déjà fondateur de l'école de karaté Sankukaï. C'est un art martial défensif basé sur l'esquive. Il est composé de trois branches :
- les techniques de combat (Budoho),
- les techniques de santé (Kidoho)
- et les techniques de développement de soi (Noryokukaihatsuho).

## Budoho Nanbudo: techniques de base
Chokuzen : Techniques de base effectuées sur un pas.
Kaiten : Techniques circulaires effectuées sur un pas.
Sanbon Renzoku Wasa : Séries de mouvements effectués en trois pas.
Randoris No Kata : Les randoris sont des formes de combats codifiés. Sept attaques sont présentées à sept défenses. Ces dernières sont toutes basées sur les esquives.
- Randori Ichi No Kata : Techniques d'apprentissage de l'esquive.
- Randori Ni No Kata : Techniques de contre-attaque de pied
- Randori San No Kata : Techniques de balayages
- Randori Yon No Kata : Techniques de libération de saisies
- Gyaku Randori Ichi No Kata : Techniques d'apprentissage de l'esquive, contre-attaque poing
- Randori Irimi No Kata : Techniques de défense par pénétration dans l'attaque
- Randori Gyaku Irimi no Kata : Techniques de projection
- Randori Sukui No Kata : Techniques de balayage
- Kaiten Randori Ichi No Kata : Techniques d'apprentissage de contre-attaque circulaire, techniques de poing
- Kaiten Randori Ni No Kata : Techniques de contre-attaque pied au niveau visage (jodan)
- Kaiten Randori San No Kata : Techniques de balayage (kaiten geri gedan)
- Kaiten Gyaku Randori Ichi No Kata : Techniques d'apprentissage de contre-attaque circulaire, techniques de poing
- Randori Ukemi No Kata : Techniques de chute
- Randori Taïso No Kata : Techniques issues du Ki Nanbu Taiso
- Randori Furi No Kata : Techniques circulaires simultanées
- Randori Kasumi No Kata : Techniques de projections aériennes
- Swari Randori Ichi No Kata : Techniques de combats à genoux
- Swari Randori Ni No Kata : Techniques de combats à genoux
- Swari Kantsetsu Randori No Kata : Techniques de combats à genoux utilisant des clés
- Kantsetsu Randori No Kata : Techniques de clés
- Ki Randori No Kata : Techniques d'harmonisation avec le partenaire

Ju-randoris : Les Ju-Randoris sont des combats où les attaques sont codifiées comme pour les Randori, seules les défenses sont libres.
Manière plus fluide, plus directe et plus réaliste de travailler les randoris exposés ci-dessus.

## Katas
Chaque kata est une suite de mouvements codifiés simulant un combat contre plusieurs adversaires. Tout comme les randoris, chaque kata a sa spécificité.
Shihotais (Katas de base) : Séries de mouvements effectués dans les quatre directions (Ouest-Est-Sud-Nord).
Ils sont au nombre de sept :
- Tsuki : La lune : gedan barai, tsuki
- Ten : Le ciel : koken
- Chi : La terre : tsuki, gyaku-tsuki
- Hasu : Le lotus : kansetsu geri
- Mizu : L'eau : mikazuki geri
- Ki : Le bois : kaiten geri gedan
- Ku : L'univers : kata énergétique

Ki Nanbu Taiso : une série de dix mouvements basés sur la nature (animaux et éléments).
- Nami : La vague, mouvements symbolisant le flux et reflux des marées.
- Kaze : Le vent, mouvement symbolisant le souffle du vent.
- Iwa : Le rocher, mouvement symbolisant la stabilité du rocher.
- Matsu  : Le pin, mouvement symbolisant la souplesse du pin.
- Tsuru : Le héron, mouvement symbolisant l'équilibre de l'animal.
- Hebi : Le serpent, mouvement symbolisant la danse du serpent.
- Ryu : Le dragon, mouvement symbolisant le dragon fondant sur sa proie.
- Cho : Le papillon, mouvement symbolisant le battement d'ailes du papillon.
- Taki : La cascade, mouvement symbolisant la chute de l'eau.
- Nichi : Le soleil, mouvement symbolisant le lever et le coucher du soleil.

### Les Katas supérieurs
- Nanbu Shodan : Image du printemps
- Nanbu Nidan : Image de l'été
- Nanbu Sandan : Image de l'automne
- Nanbu Yondan : Image de l'hiver
- Nanbu Godan : Image des 4 saisons

### Katas supérieurs personnalisés
- Sanposho : Petit kata respiratoire
- Sanpodai : Grand kata respiratoire
- Seienchin : Chevalier de cent ans
- Hyakuhachi : Cent huit
- Seipai : Chevalier de légende
- Ikkyoku : Kata de l'extrême
- Matsu : Kata du pin
- Take : Kata du bambou
- Ume : Kata du prunier
- Shochikubai : Kata du bonheur
- Kaguya Hime : Kata basé sur la légende de la princesse de la Lune
- Shin Tajima

## Bunkais
Les Bunkais sont des applications, avec un ou plusieurs adversaires, de techniques de combats travaillées dans le vide. Chaque kata et chaque shihotai a son bunkai.
Le Nanbutaïso-Bunkai :
- Nami : Défense sur saisie avant puis sur saisie arrière
- Kaze : Défense sur coup de poing à la tête et contre-attaque avec un double shuto
- Iwa : Défense sur mae-geri, balayage puis frappe
- Matsu : Défense sur saisie de poignets
- Tsuru : Défense sur mae-geri puis contre-attaque shuto
- Hebi : Défense sur saisie de poignets
- Ryu : Défense sur saisie de face à la taille, puis frappe shuto
- Cho : Défense sur coup de poing, contre attaque furiage-tsuki
- Taki : Défense sur coup de poing puis frappe mikazuki-geri à la tête
- Nichi : Défense sur enlacement de l'épaule, contre-attaque sternum

## Kobudo
Technique de maniement d'armes traditionnelles (bō, tonfa, nunchaku, saï)
Combinaisons :
Les combinaisons sont des échanges d'attaques et de parades entre deux partenaires. Ces échanges sont codifiés et ont pour but d'exercer l'adaptation, la précision et les réflexes.
- Bo combinaison ichiban
- Bo combinaison niban
- Bo Randori

Les randoris armés sont calqués sur les randoris mains-nues.
- Bo randori ichino kata
- Bo kaiten randori ichino kata
- Bo Niningake
- Bo Katas

- Bo Shihotaï Tsuki : Image de la lune
- Bo Shihotaï Ten : Image du ciel
- Bo Shihotaï Chi : Image de la terre
- Bo Shihotaï Hasu : Image du lotus
- Bo Shihotaï Ki : Image du bois
- Bo Shihotaï Mizu : Image de l'eau

- Bo Nanbu Shodan
- Ten ryu : Le dragon du Ciel
- Sei ryu : Le dragon souple
- Kyu ryu : Les neuf dragons

## La compétition
Il existe quatre types de compétitions : Kata, Ju-Randori, Ju Niningake, Ju Ippon Shobu.

### Kata
La compétition Kata peut s'effectuer de deux manières. Soit le compétiteur se trouve seul sur le tatami et est noté par 5 juges, soit il y a deux compétiteurs sur le tatami, et ils sont jugés par 3 juges qui décident lequel des deux a effectué le meilleur Kata.

### Ju-Randori
La compétition de Ju-Randori peut être exécutée individuellement ou par équipe. Les compétiteurs sont départagés par 3 juges.

### Ju-Ippon-Sho
C'est une forme encore plus libre de combat, où l'attaquant peut marquer des points à certaines conditions.
Le ju ippon sho se pratique sur une surface restreinte et nécessite le port de protections.

### Ju-Niningake
Le Ju-Niningake est un combat à un contre deux. Le combat est divisé en 4 parties : Tsuki, Maegeri, Mawashigeri, Tsuki.

## Techniques de santé
(Kidoho Nanbukido)
Ces techniques servent à améliorer l'état de santé général des pratiquants. Chaque exercice a ses spécificités (respiration, méridiens, souplesse, etc.)

### Nanbu Ki Undo
Exercices de base pour ressentir l'énergie qui parcourt notre corps.
- Enkin kaigo-Ho : Techniques de mains en ligne
- Sashu-Ho : Techniques de mains en ligne
- Gassho-Ho : Techniques de mains circulaires
- Akushu-Ho : Techniques de mains circulaires
- Jukyu-Ho : Techniques mixtes pieds mains

### Nanbu Shizen No Ki-Undo
Exercices de travail de l'énergie (interne et externe)
- Tsuki : Travail des cervicales et des viscères
- Ten : Ciel, travail du sommet du crâne
- Chi : Terre, travail des pieds et des mains
- Hasu : Lotus, travail du sommet du crâne
- Mizu : Eau, travail des reins
- Ki : Bois, travail des mains
- Ku : L'Univers, travail du tanden

### Nanbu Keiraku Taiso
Les Nanbu Keiraku Taiso appelés anciennement Genki sont des katas de santé. Chaque Keiraku Taiso agit d'une manière spécifique sur différents méridiens.
- Nanbu Keiraku Taiso Ichiban : Recentrage du corps sur les méridiens gouverneur et concepteur
- Nanbu Keiraku Taiso Niban : Travail des méridiens du poumon et du gros intestin
- Nanbu Keiraku Taiso Sanban : Travail des méridiens de la rate et de l'estomac
- Nanbu Keiraku Taiso Yonban : Travail des méridiens du cœur et de l'intestin grêle
- Nanbu Keiraku Taiso Goban : Travail des méridiens de la vessie et des reins
- Nanbu Keiraku Taiso Rokuban : Travail des méridiens du muscle péricardique et du triple réchauffeur
- Nanbu Keiraku Taiso Nanaban : Travail des méridiens de la vésicule biliaire et du foie

### Nanbu Tenchi undo
Les shageno katas sont des exercices respiratoire. Chaque exercice a une spécificité.
- Tsuki : Travail des cervicales et des viscères
- Ten : Assouplissement des jambes et élimination du gaz carbonique résiduel
- Chi : Renforcement et assouplissement du dos
- Hasu : Assouplissement de l'aine, travail de la méditation
- Ki : Travail de communication
- Misu : Travail de sensation de la nature
- Ku : Travail énergétique